# Rainbow in the Dark
«Rainbow in the Dark» (Arcoíris en la oscuridad) fue el segundo sencillo de la banda de heavy metal Dio.
Apareció en el álbum debut de la banda: Holy Diver.
Se encuentra en el decimotercer lugar de Las 40 canciones más grandes del metal. Clasificación realizada por la cadena televisiva VH1.
Ronnie James Dio dijo en 2005 que no estaba muy contento con la canción, considerándola que sonaba mucho a música pop.
Después de la finalización de la grabación, tomó un cuchillo y declaró su intención de destruir la cinta. Sin embargo, los otros miembros de la banda le convencieron de lo contrario. 
A pesar de que Ronnie tenía otros pensamientos acerca de la canción, todavía da gracias a la banda por haberlo convencido.
En un documental de VH1, Dio también declaró que las letras reflejan sus sentimientos después de salir de Black Sabbath, se sentía solo y rechazado.
También se puede hacer hincapié en que el título puede referirse a su etapa en la banda británica Rainbow.

## Versiones
Los artistas que versionaron esta canción son:
Teräsbetoni y Excellence (remplazando el sonido de los violines por teclados), Chester Bennington y Deep Purple (tocando en vivo y en dueto con Dio). Shadowside, banda de power metal con vocalista femenina.

## Personal
- Ronnie James Dio – Voz, Sintetizador
- Vivian Campbell – Guitarra
- Jimmy Bain – Bajo
- Vinny Appice – Batería